# دیمورفوس
دیمورفوس (انگلیسی: Dimorphos) یک قمر کوچک ریزسیاره است که در سال ۲۰۰۳ کشف شد. این قمر سیاره‌ای کوچک از یک منظومه دوتایی همگام با ۶۵۸۰۳ دیدیموس به عنوان سیارک اصلی است. پس از تعیین نام موقت به عنوان S/2003 (65803) 1 با نام‌های مستعار غیررسمی مانند «دیدیموس بی» و «دیدی‌مون»، گروه کاری نام‌گذاری اجرام کوچک (WGSBN) اتحادیه بین‌المللی اخترشناسی، نام رسمی آن را در ۲۳ ژوئن ۲۰۲۰ به این قمر داد.دیمورفوس با قطر ۱۷۰ متر (۵۶۰ فوت)، یکی از کوچک‌ترین اجرام نجومی است که نام دائمی بر آن گذاشته شده‌است.
دیمورفوس هدف برنامهٔ آزمایش تغییر جهت دوگانهٔ سیارک ناسا (دارت) است: مأموریتی که در اجرای آن، فضاپیمای راه‌اندازی شده در ۲۴ نوامبر ۲۰۲۱ برای انجام برخورد برنامه‌ریزی شده، بین ۲۶ سپتامبر و ۱ اکتبر ۲۰۲۲، به آن برخورد خواهد کرد. مأموریت دارت آزمایشی برای دفاع سیاره‌ای در برابر سیارک‌ها است. یک ماهوارهٔ کوچک به نام «لیشیاکیوب» که توسط سازمان فضایی ایتالیا ارائه شده‌است، از این برخورد تصویربرداری خواهد کرد. آژانس فضایی اروپا نیز با اجرای مأموریت هرای خود سیارک را پس از برخورد رصد خواهد کرد.
تناوب مداری دیمورفوس به دور سیارک دیدیموس با برخورد عمدی فضاپیمای دارت، حدود ۳۲ دقیقه کاهش یافت.

## کشف
سیارک اصلی در سال ۱۹۹۶ توسط جو مونتانی از پروژه دیده‌بان‌فضا در دانشگاه آریزونا کشف شد. نام دیدیموس به‌طور رسمی در سال ۲۰۰۴ تصویب شد.
پتر پراوک از رصدخانه اوندگف در جمهوری چک در سال ۲۰۰۳ متوجه شد که این سیارک دارای یک ماهواره است که به دور آن می‌چرخد. او با همکارانش از تصاویر تأخیر-داپلر رادار آرسیبو تأیید کرد که دیدیموس یک سیستم دوتایی است.

## نامگذاری
این نام از یک واژهٔ یونانی «Dimorphos» به معنای «دارای دو شکل» گرفته شده‌است. این نام را دانشمند سیاره‌شناسی کلئومنیس سیگانیس در دانشگاه ارسطو تسالونیکی پیشنهاد کرد. در توجیه نام جدید آمده‌است: «به عنوان هدف ماموریت‌های فضایی دارت و هرا، به نخستین جرم آسمانی در تاریخ کیهانی تبدیل خواهد شد که شکل آن در نتیجهٔ دخالت انسان (برخورد دارت) به‌طور اساسی تغییر کرده‌است.» سیگانیس همچنین توضیح داد که این نام «در انتظار تغییرات آن انتخاب شده‌است. این نام به دو شکل بسیار متفاوت برای ما شناخته می‌شود، یکی پیش از ضربه توسط دارت و دیگری توسط هرا چند سال بعد».
پیش از نامگذاریِ IAU، نام مستعار «دیدی‌مون» در تماس‌های رسمی استفاده می‌شده‌است.

## ویژگی‌ها
جسم اصلی سامانهٔ دوتایی؛ دیدیموس، هر ۲ سال و یک ماه (۷۷۰ روز) یک بار در فاصلهٔ ۱٫۰–۲٫۳ واحد نجومی به دور خورشید می‌چرخد. مسیر مدار دارای خروج از مرکز ۰٫۳۸ و شیب ۳ درجه نسبت به دایره البروج است. در روز دوشنبه ۲۶ سپتامبر تلسکوپ جیمز وب و تلسکوپ هابل، منظومه سیارک دوتایی دیدیموس (Didymos) را قبل از برخورد کاوشگر دارت (DART) با وزن ۵۶۰ کیلوگرم به سیارک دیمورفوس(Dimorphos) با عرض ۱۴۰ متر مشاهده کردند. دیمورفوس به دور یک صخره فضایی با عرض ۷۸۰ متر به نام دیدیموس می‌چرخد.